# Fux József
Fux József, névváltozat: Fuchs (Pécs, 1817. – Budapest, 1900. szeptember 3.) orvos.

## Élete
Pécsről származott, Fux Lázár fiaként született. Középiskolai tanulmányait a pécsi ciszterci gimnáziumban végezte. Egyetemi tanulmányait Budán végezte, ezután Siklóson lett orvos. Élete utolsó éveiben Budapesten működött nőorvosként. Ő alapította meg az Első Magyar Izraelita Betegsegélyező- és Temetkezési Egyletet.
Cikkei a Zeitschrift für Natur- und Heilkundeban találhatóak: (1851. Starrkrampf und Aethernarcose, Harkány's warme Bäder und deren Heilkräfte).

## Munkája
- Dissertatio inaug. medica de conservatione matrum et neonatorum eorundem. Budae, 1844.